# Драгіша Трифкович
Драгіша Трифкович (Тузла, 1912 — Тузла, вересень 2000) — боснійський художник, автор герба міста Тузла.

## Біографія
Драгіша Трифкович народився в родині маляра у Тузлі в 1912 році. Він закінчив початкову та середню будівельну школу в Тузлі. З 1936 року відвідував Державну художню школу в Белграді в класі професора Петра Палавічіні. Він малював і ліпив спочатку у свого батька, а згодом у скульптора Франхо Ледера. Початок Другої світової війни Драгіша Трифкович зустрів у Тузлі, де він із братом Бошко нелегально працював у НОП, а потім у Белграді. За посередництвом та допомогою Міжнародного Червоного Хреста він повернувся до рідного міста. З 1944 року він працював у Відділі пропаганди культури і мистецтва в Тузлі, яким керували академічні художники Ісмет Муєзінович та Войо Димитрієвіч, а також академічні скульптори Франхо Ледер та Анто Маткович.
Помер Драгіша Трифкович у вересні 2000 року в Тузлі.

## Діяльність
Драгіша Трифкович провів своє творче життя в Тузлі. Він є автором багатьох скульптурних рельєфів, статуй, бюстів, пам'ятників, меморіальних дошок. Крім скульптури Трифкович займався педагогічною діяльністю. Після відкриття виставкового павільйону в Тузлі (згодом Міжнародна портретна галерея) він був його першим директором.
Трифкович є автором герба міста Тузла. Художник — колекціонер фотодокументації та письмових матеріалів з історії Тузли та її околиць. Вона послужила йому для написання та видання п'яти книг «Машина часу Тузли», які були надруковані досить великим тиражем.

## Виставки. Відзнаки
У 1996 році, із трьома скульптурними роботами брав участь у ювілейній художній виставці Асоціації художників Боснії та Герцеговини в Сараєво та виставках Асоціації художників округу Тузла в 1996 і 1997 роках. За багаторічну активну діяльність у галузі образотворчого мистецтва, культури та освіти він отримав багато різних соціальних визнань та нагород.